# プリーズ、ジーヴス
『プリーズ、ジーヴス』は、勝田文による日本の漫画。原作はP・G・ウッドハウスの「ジーヴス」シリーズ（訳：森村たまき）。『MELODY』（白泉社）にて2008年4月号から2014年10月号まで連載された。単行本は同社の花とゆめコミックススペシャルレーベルにて、既刊3巻。

## あらすじ
エドワード7世治世下のイギリス。伯爵を伯父に持つバートラム・ウィルバーフォース・ウースター、通称バーティーのもとに持ち込まれる問題を、彼の執事であるジーヴスがその頭脳で解決していく。

## 主な登場人物
バートラム・ウィルバーフォース・ウースター
本作の主人公。通称バーティー。伯爵を伯父に持つ上流階級（いずれ伯父の爵位を継ぐ予定）。イートン校、オックスフォード大学を卒業し、現在は名門「ドローンズ・クラブ」に所属。通常はロンドンのフラットに執事であるジーヴスと暮らしている。生活のほとんどをジーヴスに依存しており、「ジーヴスがいないと生きていけない」という自覚がある。
のんきで大らか、優しい性格で、頼まれると断れない。ジーヴスの策略で「頭がおかしい人物」と他人に思われるハメになったときはさすがに怒ったが、うまくジーヴスに丸め込まれてしまっている。
ファッションセンスは前衛的なため、伝統を重んじるジーヴスはじめ周囲の人間にはなかなか理解されない。お気に入りのネクタイや帽子などはジーヴスの手によってことごとく処分されている。
ジーヴス
バーティーの執事（訳者の森村たまきによれば、正確にはバトラーではなく「従者（ヴァレー、Valet）」であるが、ジーヴスのような立場の使用人は「執事」という言葉の方が馴染みがあるため、こちらを採用したとのこと）。頭脳明晰で知識豊富な「完璧な執事」。
バーティーのような身分の高い人間に仕えることに誇りを持っているが、主人であるバーティーについては「金のハートを持っている」と性格については評価しているものの、「悪趣味で知性の面では取るに足らない」と内心では馬鹿にしているのではないかと思われる発言もしている。
数々の無理難題をその頭脳で解決するが、バーティーを道化役にすることも。また、賭けでこっそり儲けていたり、ビンゴが惚れていたウェイトレスとダンスをしていたりとちゃっかりしている様子を見せることもある。
リチャード・リトル（ビンゴ）
バーティーと同じ村に生まれ、小学校、イートン校、オックスフォード大学で共に学んだ竹馬の友。ことあるごとに「同じ学校に通った仲じゃないか」と言ってはバーティーに無理難題を押し付ける。
恋多き男で、たびたび（違うタイプの）女性に恋してはバーティーに相談を持ちかけ、その後失恋（中にはジーヴスが意図的にそう仕向けたものもある）するというパターンを繰り返していたが、第5話にてロージーと結婚した。
ロージー・M・バンクス
売れっ子の小説家。身分違いの恋などを題材にしている。ビトルシャム卿が彼女の小説のファンであるほか、ジーヴスが著作を読んでいたシーンもある。
小説の取材のためウェイトレスとして働いていたところをビンゴに見初められ、2週間という短い交際期間を経てスピード結婚。
モティマー・リトル（ビトルシャム卿（ビトルシャムきょう））
ビンゴの伯父で後見人。薬の販売で一代で財を成した「ニュー・リッチ」。第4話で貴族に列せられて以降は「ビトルシャム卿」と呼ばれることになる。
ロージーの小説のファンで、小説に影響されたせいもあるのか、長くコックを勤めていたジェーン・ワトソンと第3話にて結婚。

## おしえて、ジーヴス
原作の翻訳を手がけている森村たまきによるコラム。上流階級社会や当時の文化・風俗などについて解説している。雑誌では漫画本編に続く形で掲載され、コミックス化の際にも収録されている。

## 書誌情報
- 勝田文（原作:P・G・ウッドハウス、訳：森村たまき） 『プリーズ、ジーヴス』 白泉社〈花とゆめコミックススペシャル〉 既刊3巻（2012年10月現在）
  1. 2009年03月5日発売、ISBN 978-4-592-18693-9、取材旅行記「BUN IN LONDON」（『メロディ』2008年8月号）収録
  2. 2010年12月3日発売、ISBN 978-4-592-18694-6、小説「フレディーにキスして」（『メロディ』2009年12月号）収録
  3. 2012年10月5日発売、ISBN 978-4-592-19753-9
- 勝田文（原作:P・G・ウッドハウス、訳：森村たまき） 『ジーヴス英国紳士録 〜プリーズ、ジーヴス シリーズ〜』 白泉社〈花とゆめコミックススペシャル〉
  - 2013年11月5日発売、ISBN 978-4-592-19754-6
実質的『プリーズ、ジーヴス』の続刊であるが、表題を替えて出版された。1巻のナンバリングは無い。
- 勝田文（原作:P・G・ウッドハウス、訳：森村たまき） 『ジーヴス狂騒紳士録 〜プリーズ、ジーヴス シリーズ〜』 白泉社〈花とゆめコミックススペシャル〉
  - 2014年12月10日発売、ISBN 978-4-592-19755-3
実質的『プリーズ、ジーヴス』の続刊であるが、表題を替えて出版された。1巻のナンバリングは無い。

### 所収
| 巻数 | #  | 掲載号       | 原作                                                                                                | 収録                    |
| ---- | -- | ------------ | --------------------------------------------------------------------------------------------------- | ----------------------- |
| 1巻  | 01 | 2008年4月号  | クロードとユースタス登場 / サー・ロデリック昼食に招待される ウースター一族の誇り傷つく / 英雄の報酬 | 『比類なきジーヴス』    |
| 1巻  | 02 | 2008年6月号  | スポーツマン精神 都会的タッチ                                                                       | 『比類なきジーヴス』    |
| 1巻  | 03 | 2008年10月号 | ジーヴス、小脳を稼働させる ビンゴがためにウエディングベルは鳴らず                                   | 『比類なきジーヴス』    |
| 1巻  | 04 | 2008年12月号 | 同志ビンゴ ビンゴ、グッドウッドでしくじる                                                           | 『比類なきジーヴス』    |
| 1巻  | 05 | 2009年2月号  | ビンゴと細君 大団円                                                                                 | 『比類なきジーヴス』    |
| 2巻  | 06 | 2009年8月号  | ジーヴス登場                                                                                        | 『それゆけ、ジーヴス』  |
| 2巻  | 07 | 2009年10月号 | 旧友ビッフィーのおかしな事件                                                                        | 『それゆけ、ジーヴス』  |
| 2巻  | 08 | 2010年4月号  | 刑の代替はこれを認めない                                                                            | 『それゆけ、ジーヴス』  |
| 2巻  | 09 | 2010年6月号  | ビンゴ救援部隊                                                                                      | 『それゆけ、ジーヴス』  |
| 2巻  | 10 | 2010年8月号  | バーティー考えを改める                                                                              | 『それゆけ、ジーヴス』  |
| 3巻  | 11 | 2010年12月号 | アガサ伯母、胸のうちを語る / 真珠の涙                                                               | 『比類なきジーヴス』    |
| 3巻  | 12 | 2011年2月号  | クロードとユースタスの遅ればせの退場                                                                | 『比類なきジーヴス』    |
| 3巻  | 13 | 2011年12月号 | ジーヴスとクリスマス気分                                                                            | 『でかした、ジーヴス!』 |
| 3巻  | 14 | 2012年2月号  | ジーヴスと迫りくる運命                                                                              | 『でかした、ジーヴス!』 |
| 3巻  | 15 | 2012年4月号  | シッピーの劣等コンプレックス                                                                        | 『でかした、ジーヴス!』 |
| 3巻  | 16 | 2012年6月号  | 愛はこれを浄化す                                                                                    | 『でかした、ジーヴス!』 |